# Magnus Tigerholm
Magnus Karl Erik Tigerholm, född 15 december 1917 i Stockholm, död 8 juni 1974 på samma ort, var en svensk konstnär och skådespelare.
Tigerholm började redan som barn att medverka i filminspelningar, och var bland annat med i fyra olika versioner av Anderssonskans Kalle, den första redan 1922. Sammanlagt gjorde han 120 mindre filmroller. Efter andra världskriget grundade han en grossistfirma i elbranschen, som han drev i 25 år innan han lade ner den för att ägna sig åt konsten. Mestadels ägnade han sig åt målning i emalj. Vid sin död höll han på med en stor väggmålning för Bankgirocentralen, åt vilka han tidigare gjort en mängd miniatyrmålningar. Han var gift med konstnären Elisa Tigerholm.

## Filmografi
- 1972 – Anderssonskans Kalle – inspicient samt en roll som cirkusdirektörens medhjälpare
- 1973 – Anderssonskans Kalle i busform – arkitekt, inspelningsledare och rekvisita samt en roll som journalist